# オドるキネマ
オドるキネマは、吉本興業東京本社に所属していた日本のお笑いコンビ。2020年7月7日結成。2023年1月31日をもって解散した。

## メンバー
鈴木 バイダン（すずき バイダン、1991年12月2日（33歳） - ）
ツッコミ（コントの際はボケの場合も）担当、立ち位置は向かって左。
- 本名、鈴木 駿 バイダン（すずき しゅん バイダン）。NSC東京校20期。
- 東京都足立区出身。身長165 cm、体重120 kg。

- ディズニー大好き芸人の福田フェイフェイと一緒にYouTubeチャンネル「フェイフェイとバイダン」を設立。
- コント内の「鈴子」のキャラによるSNS活動も充実させており、SNS（Twitter・Instagram・YouTube）のアカウントを展開中。
- カメオ（そいそ〜す）、荒川俊（おやつ）と共にガーリィレコードch研究生（2021年10月14日にYouTubeチャンネルの名称をにくまる3兄弟に改名）としても活躍。

南（みなみ、1996年11月13日（28歳） - ）
ボケ担当、立ち位置は向かって右。
- 本名、南 翔太（みなみ しょうた）。NSC東京校21期。
- 奈良県大和高田市出身。身長174 cm、体重50 kg。
- 「サンプル」時代の相方・たかさきの家にて居候しており、YouTubeチャンネル「ニートと居候とたかさき」開設。

## 来歴
コンビ名は南と京極風斗（9番街レトロ）が考案した。漫才もコントも演じる。主に神保町よしもと漫才劇場に出演していた。
2021年9月に開かれた、神保町よしもと漫才劇場の「Jimbochoグランプリ」において総合優勝を果たす。また、同年10月29日放送のネタパレ「ニュースターパレード グランドチャンピオンシップ」にて優勝。
2023年1月27日、それぞれのTwitterアカウントにて同年1月31日をもってコンビ活動を終了することを発表。解散後、鈴木は相方を探しながらピン芸人として活動予定。

## 賞レースの戦績

### M-1グランプリ
| 年度（回）       | 結果         | エントリー No. | 会場                               | 日程           | 備考                             |
| ---------------- | ------------ | -------------- | ---------------------------------- | -------------- | -------------------------------- |
| 2020年（第16回） | 1回戦敗退    | 1103           | [東京] シダックスカルチャーホールA | 9月14日(月)    |                                  |
| 2021年（第17回） | 3回戦進出    | 490            | [東京]よしもと有楽町シアター       | 11月1日(月)    | 2回戦敗退後、追加合格で3回戦進出 |
| 2022年（第18回） | 準々決勝進出 | 1775           | [東京]ルミネtheよしもと            | 11月13日（日） |                                  |

### その他
- キングオブコント2021 - 準々決勝進出
- Jimbochoグランプリ2021 9月 - 優勝
- ネタパレ ニュースターパレード グランドチャンピオンシップ - 優勝
- ネタパレNEW YEARグランプリ - 第3位
- 第43回ABCお笑いグランプリ - 最終予選進出

## 出演

### テレビ
- ネタパレ（フジテレビ）2021年5月28日・8月13日・9月24日・10月29日[8]
- ENGEIグランドスラム（フジテレビ）2022年2月26日
- ザ・ベストワン（TBSテレビ）2022年7月15日
- ラヴィット!（TBSテレビ）2022年8月8日

### ラジオ
- マイナビ Laughter Night（TBSラジオ、2021年8月27日） - 「今週の一番」に選ばれる[9]。
- オドるキネマのGERA NEXT（お笑いラジオアプリGERA、2022年8月22日 - 9月12日）[10]
- オドるキネマのキネマ週報（お笑いラジオアプリGERA、2022年11月22日 - ）[11]